# Famie
Famie (in sloveno Famlje) è un centro abitato della Slovenia, frazione del comune di Divaccia.

## Storia
Fu comune autonomo, e dopo la prima guerra mondiale passò, come tutta la Venezia Giulia, al Regno d'Italia, fino a quando, nel 1927, venne soppresso e aggregato al comune di Cave Auremiane.